# Ауторадиграфија
Ауторадиографија (ауторадиограф) у електронској микроскопији је метода за посматрање одређеног места биолошком узорку обележеном супстанцом која садржи радиоактивни изотоп. Овом методом добија се фотографија на филму или плочи која је добијена као резулатат деловања радиоактивности или хемилуминесценције у процесу анализе фрагмената ДНК. 

## Метода
Метода се спроводи тако што се супстанца која садржи радиоактивни обележивач уноси у биолошки узорак за обележавање специфичних ткива или ћелија. На пример ДНК се обележи радиоактивним изотопом (као што је нпр. 32P) а затим се изложи филму осетљивом на радиоактивно зрачење.
Пре наношења фотоосетљиве емулзија (сребро-халогенидна суспензија) биолошки узорак се истањује како би се добио ултратанак пресек.
Потом се сребрни халогениди у близини обележених места излажу β зрацима емитованим из радиоактивног изотопа како би се добила фотографија. 
Када се развију фотографије, честице сребра се одвајају на означеним местима, која када се посматрају трансмисионим електронским микроскопом, приказују и идентификује положај обележених ткива или ћелија  из локализованих честица сребра.
Да би се извршило посматрање у високој резолуцији места обележених ткива или ћелија, често се користи  трицијум (који емитује β-зраке мале енергије) као радиоактивни изотоп јер трицијум изазива мале сегрегације сребра у фотоосетљивој емулзији.
Пример ауторадиографије у електронској микроскопији је тимидин који садржи радиоактивни трицију, а који се примењује за обележавање места где су деобе ћелија активне у биолошком узорку. Означена места се откривају из издвојених честица сребра посматрањем слике узорка на електронском микроскопу.

## Примена
У биологији ова техника се може користити за одређивање локализације ткива (или ћелије) уз помоћ радиоактивне супстанце,  било да је она уведена у метаболички пут, везана за рецептор  или ензима, или хибридизоване са нуклеинском киселином.  Примене за ауторадиографију су широке, у распону од биомедицине преко наука о животној средини до индустрије.

### Ауторадиографија рецептора
Употреба радиоактивно обележених лиганада за одређивање ткивне дистрибуције рецептора назива се ауторадиографијом рецептора ин виво или ин витро ако се лиганд примењује у циркулацији (са накнадним уклањањем и сечењем ткива) или се примењује на делове ткива.   
Када је густина рецептора позната, ин витро ауторадиографија се такође може користити за одређивање анатомске дистрибуције и афинитета радиоактивно обележеног лека према рецептору. За ин витро ауторадиографију, радиолиганд је директно примењен на замрзнуте делове ткива без давања субјекту. Стога он не може у потпуности да прати дистрибуцију, метаболизам и деградацију у живом телу. Али пошто је мета у криорежиму широко изложена она може бити  директно у контакту са радиолигандом, ин витро, па је тако ауторадиографиј и даље брза и лака метода за скрининг кандидата за лек, ПЕТ и СПЕЦТ лиганада. Лиганди су генерално обележени са  трицијумом, флуором, угљеником или радиојодом. 
У поређењу са ин витро , екс виво ауторадиографија је урађена након давања радиолиганда у тело, што може да смањи артефакте и биже је унутрашњем окружењу.
Дистрибуција РНК транскрипата у деловима ткива коришћењем радиоактивно обележених, комплементарних олигонуклеотида или рибонуклеинских киселина („рибопробе“) назива се ин ситу хистохемија хибридизације . Радиоактивни прекурсори ДНК и РНК, [ 3Х ] -тимидин и [ 3Х ] -уридин, респективно, могу се увести у живе ћелије да би се одредило време неколико фаза ћелијског циклуса. РНК или ДНК вирусне секвенце се такође могу лоцирати на овај начин. Ове сонде су обично означене са 32 П, 33 П или 35 С. У домену бихејвиоралне ендокринологије, ауторадиографија се може користити за одређивање уноса хормона и указивање на локацију рецептора; животињи се може убризгати радиоактивно обележени хормон или се студија може спровести ин витро .

### Брзина репликације ДНК
Брзина репликације ДНК у ћелији миша која расте ин витро мери се  ауторадиографијом као 33 нуклеотида у секунди.  Брзина елонгације ДНК фага Т4 код Е. коли инфициране фагом је такође мерена ауторадиографијом као 749 нуклеотида у секунди током периода експоненцијалног повећања ДНК на 37 °Ц.   

### Детекција фосфорилације протеина
Фосфорилација значи посттранслационо додавање фосфатне групе специфичним амино киселинама протеина, а таква модификација може довести до драстичне промене стабилности или функције протеина у ћелији. Фосфорилација протеина се може открити на ауторадиографу, након инкубације протеина ин витро са одговарајућом киназом и γ-32P-ATP. Радиоактивно обележени фосфат овог последњег је уграђен у протеин који је изолован преко СДС-ПАГЕ и визуелизован на ауторадиографу гела. (Погледајте слику 3. недавне студије која показује да је протеин који се везује за ЦРЕБ фосфорилисан помоћу ХИПК2)

### Детекција кретања шећера у биљном ткиву
У физиологији биљака , ауторадиографија се може користити за одређивање акумулације шећера у ткиву листа.  Акумулација шећера, што се односи на ауторадиографију, може описати стратегију пуњења флоема која се користи у биљци.  На пример, ако се шећери акумулирају у мањим жилама листа, очекује се да листови имају мало плазмодесматалних веза што указује на апопластично кретање, или активну стратегију пуњења флоема. Шећери, као што су сахароза , фруктоза или манитол , су радиоактивно обележени са [ 14-Ц ], а затим се апсорбују у ткиво листа једноставном дифузијом.  Ткиво листа се затим излаже ауторадиографском филму (или емулзији) да би се добила слика. Слике ће показати различите узорке вена ако је акумулација шећера концентрисана у жилама листа (апопластично кретање), или ће слике показати статички узорак ако је акумулација шећера уједначена по целом листу ( симпластично кретање).

### Друге технике
Овај ауторадиографски приступ је у супротности са техникама као што су позитронска емисиона томографија (PET) и једнофотонска емисиона компјутерска томографија (СПЕЦТ) где је тачна 3-димензионална локализација извора зрачења обезбеђена пажљивом употребом бројања случајности, гама бројачем и другим уређајима.
Криптон-85 се користи за проверу компоненти авиона на мале кварове. Криптону-85 се дозвољава да продре у мале пукотине, а затим се његово присуство детектује ауторадиографијом. Метода се назива „слика пенетранта криптонског гаса“. Код ове методе гас продире у мање отворе уз помоћ течности које се користе у инспекцији пенетранта боје током флуоресцентне инспекције пенетранта . 